# Dustin Moskovitz
Dustin Aaron Moskovitz (født 22. maj 1984) er en amerikansk internet iværksætter, der var medstifter af Facebook.